# Ficus nishimurae
Ficus nishimurae är en mullbärsväxtart som beskrevs av Gen-Iti Koidzumi. Ficus nishimurae ingår i släktet fikonsläktet, och familjen mullbärsväxter. Inga underarter finns listade i Catalogue of Life.